# Bonde af Björnö
Bonde af Björnö är en svensk grevlig ätt (svensk uradel), en gren av den adliga ätten Bonde från Småland och Östergötland, upphöjt till grevligt stånd den 22 augusti 1695 genom Carl Bonde (1648–1699) och introducerad vid Riddarhuset den 6 november 1697 som grevliga ätten nr 41. Ätten skulle därvid, efter dennes fideikommiss Björnö i Frötuna socken i Stockholms län, skriva sig Bonde af Björnö. Ätten är utgrenad ur den utdöda äldre grenen av friherrliga släkten Bonde, ättenummer 20. Innehavaren av Trolleholms fideikommiss i Skåne skall enligt kungligt brev den 16 maj 1809 skriva sig Trolle-Bonde och skall jämte sitt eget vapen föra Trollevapnet.

## Medlemmar
- Karl Bonde (1648–1699)
- Gustaf Bonde (1682–1764)
- Nils Bonde af Björnö (1685–1760)

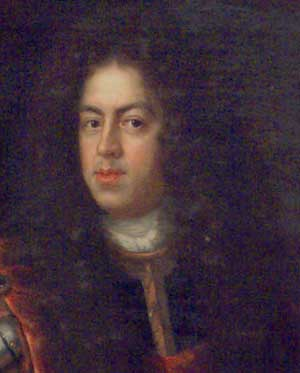
Karl Bonde (1648–1699).

- Nils Nilsson Bonde af Björnö (1731–1816)
- Carl Bonde (1741–1791)
- Gustaf Trolle-Bonde (1773–1855)
- Gustav Fredrik Bonde (1842–1909)
- Carl Trolle-Bonde (1843–1912)
- Carl Bonde (1872–1957)
- Philip Bonde (1876–1959)
- Claës Bonde (1878–1965)
- Nils Gustaf Bonde (1874–1951)
- Ingrid Bonde (född 1959)
- Sofi Bonde (född 1976)
- Oskar Bonde (född 1979)
- Philip Bonde (född 1974)
- Sofia Bonde (född 1977)